# Duroplast

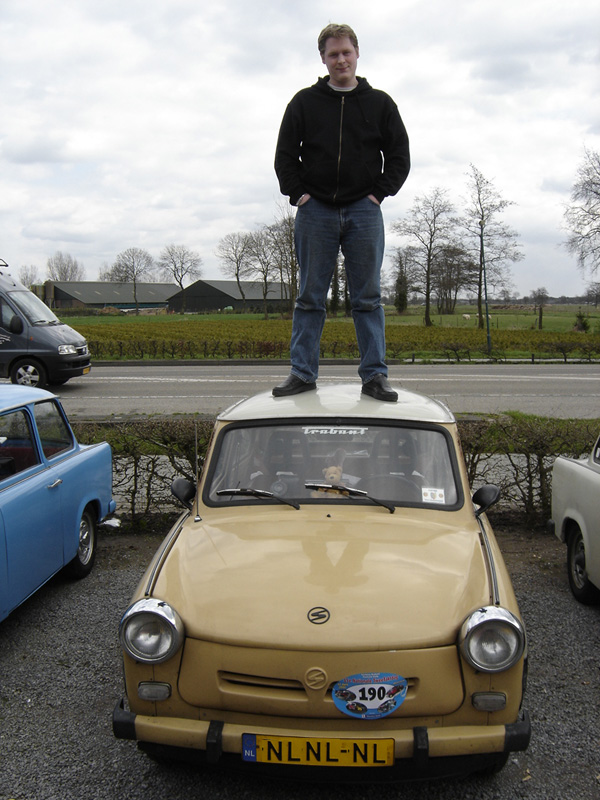
El duroplast és set vegades més resistent que l'acer.

El duroplast és un plàstic termoestable, que no s'afluixa quan la temperatura puja, parent a la fòrmica o baquelita. És fet d'àcid fenòlic, una resina plàstica reforçada de fibres de cotó o llana. En alemany, el mot Duroplast es fa servir com a sinònim de plàstic termoestable.
Te les mateixos propietats de tots els plàstics termoestables: barat, lleuger, impermeable, aïllant, resistent a la corrosió i fàcil de formar. A mès, es pot fer amb residus de la fabricació de cotó. A la fi de la vida útil, és un material difícil per reciclar. Es van fer experiments amb biomineralització, quan després de la Reunificació alemanya (1990), piles de Trabants van acabar a les deixalleries.
Va ser desenvolupat a Alemany als anys quaranta del segle xx. És sobretot conegut com a material dels Trabant, l'auto desenvolupat a la República Democràtica Alemanya. Confrontats amb una penúria d'acer, després de la divisió del tercer Reich, els dissenyadors van cercar materials alternatius. A Occident, era un subjecte de broma, se'ls menyspreava com a «cotxes de cartró», però eren precursors: a la darreria del segle, tots els constructors van reemplaçar cada vegada més parts d'acer per matèries plàstiques, per reduir-ne el pes.